# 納馬庫拉區
17°29′42″S 37°01′41″E / 17.495°S 37.028°E
納馬庫拉區（葡萄牙語：Namacurra），是莫桑比克的行政區，位於該國中東部，由贊比西亞省負責管轄，首府設於納馬庫拉，面積2,028平方公里，2007年人口186,410，人口密度每平方公里92人。